# جوني كينغ (لاعب دوري الرغبي)
جوني كينغ (بالإنجليزية: Johnny King)‏ هو لاعب دوري الرغبي أسترالي، ولد في 2 يوليو 1942 في Gilgandra, New South Wales ‏ في أستراليا.